# Wapen van Maartensdijk

Wapen van Maartensdijk

Het wapen van Maartensdijk werd op 8 december 1819 door de Hoge Raad van Adel aan de Utrechtse gemeente Maartensdijk bevestigd. In 2001 ging Maartensdijk op in de gemeente De Bilt. Het wapen van Maartensdijk is daardoor komen te vervallen als gemeentewapen. In het Wapen van De Bilt wordt het gebaar van Sint Maarten, het weggeven van de helft van zijn mantel aan een bedelaar, gesymboliseerd door de schuine doorsnijding van het schild.

## Blazoenering
De blazoenering van het wapen luidde als volgt:
Een schild van lazuur beladen met het beeld van St. Maarten van goud
De heraldische kleuren zijn lazuur (blauw) en goud (geel of goud).

## Verklaring
Sint Maarten was de patroonheilige van het Utrechtse domkapittel, die in het gebied rechtsmacht beoefende. Delen van het gebied werden vanaf de ontginning in de twaalfde eeuw door de bisschop en het kapittel in leen gegeven aan particulieren, maar in de loop der eeuwen trok het kapittel steeds meer macht naar zich toe. Vanaf 1518 werd het gebied ook niet meer in particulier leen gegeven en werd de schout rechtstreeks door het kapittel en de domproost benoemd. Waarschijnlijk zijn bij de aanvraag van het wapen geen kleuren gespecificeerd, waardoor het door de Hoge Raad van Adel in rijkskleuren is toegekend.

## Verwante wapens

Wapen van De Bilt